# Павлоград
Павлоград или Паулохра̀д (на украински: Павлоград) е град в Днепропетровска област, Югоизточна Украйна. Телефонният код му е +380 5632, а пощенските – 51400-51413.
Намира се на 75 км от Днипро, на 194 км от Донецк, на 197 от Харков и на 215 км от Полтава. Площта му е 59,30 кв. км. Населението му е 101 430 души (1 януари 2022).

## История
Основан е през 1779 г., а получава статут на град през 1784 г. На 20 март 2024 г. Комисията на Върховната Рада на Украйна по организацията на държавната власт, местното самоуправление, регионалното развитие и градоустройството подкрепя предложението за преименуването на Павлоград на Матвив (на украински: Матвіїв). Решението влиза в сила след гласуване от Върховната Рада.